# Paralona
Paralona is een geslacht van kreeftachtigen uit de klasse van de Branchiopoda (blad- of kieuwpootkreeftjes).

## Soort
- Paralona pigra G.O. Sars, 1862